# Roswitha Wieland

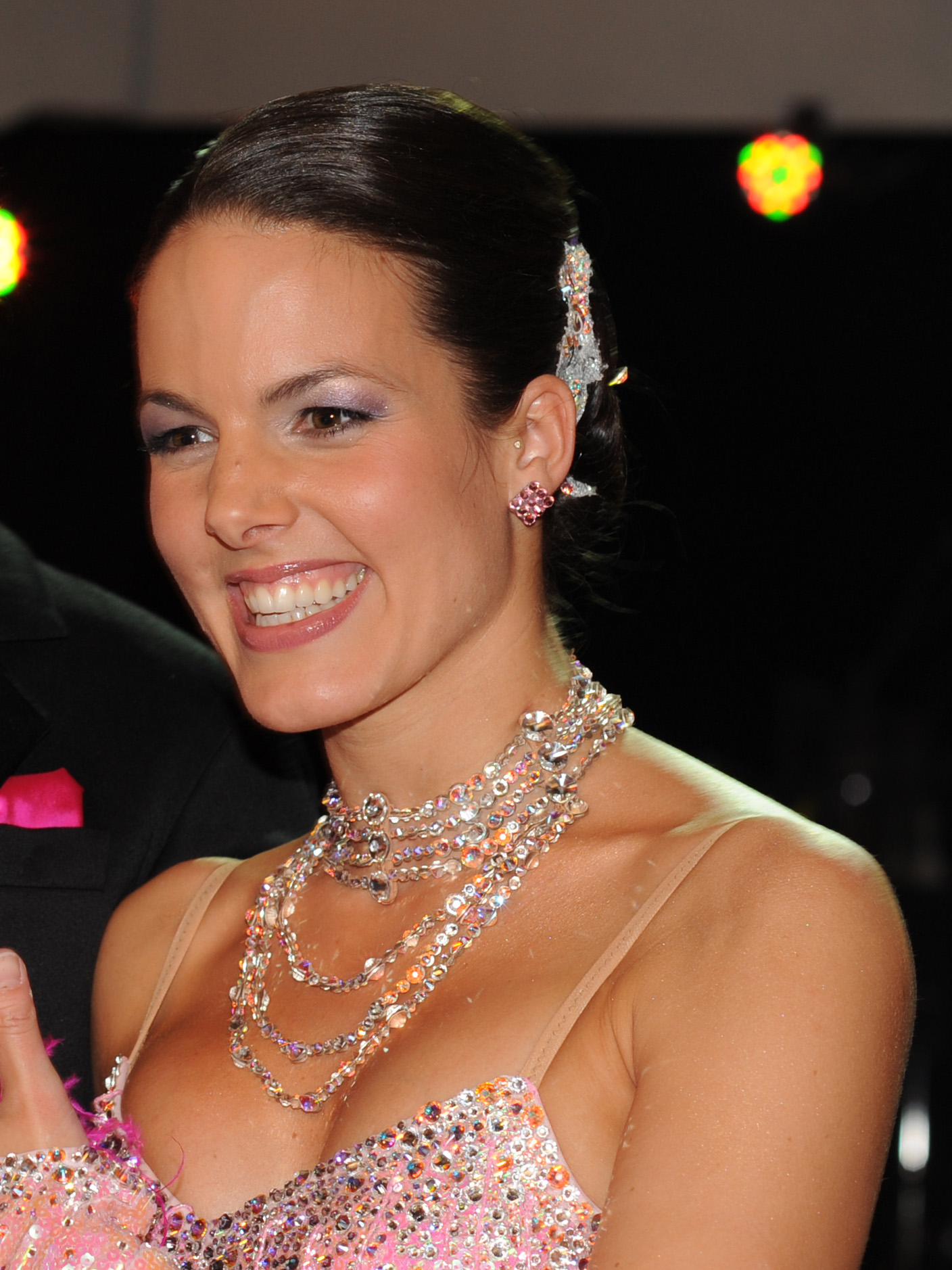
Roswitha Wieland 2013

Roswitha Wieland (* 5. Juni 1983) ist eine österreichische Tänzerin. Sie war mehrfache österreichische Staatsmeisterin in den lateinamerikanischen Tänzen der Amateure und wurde 2011 Vizestaatsmeisterin in den lateinamerikanischen Tänzen (Professional Division). Durch ihre Teilnahme an der Serie Dancing Stars wurde sie einem breiten Publikum bekannt.

## Ausbildung und Karriere
Roswitha Wieland begann im Alter von vier Jahren, Ballettunterricht zu nehmen. Weiters betrieb sie Eiskunstlauf und Jazztanz. Im Alter von zwölf Jahren stieg sie in den Turniertanzsport um. Sie besuchte das Sportgymnasium Parhamerplatz in Wien, an dem sie 2001 mit ausgezeichnetem Erfolg maturierte. Während ihrer Schulzeit verbrachte sie ein Jahr zum Tanztraining in London. Nach der Matura studierte sie an der Wirtschaftsuniversität Wien und machte im Jahr 2005 den Abschluss in Internationaler Betriebswirtschaftslehre. Während ihrer Schul- und Studienzeit tanzte sie jährlich bei den Welt- und Europameisterschaften.
Längere Zeit weilte sie in Südkorea und Hongkong, bis sie dann 2009 nach Oulu, Finnland, zog. Dort kam sie mit ihrem finnischen Tanzpartner auf Platz 22 der Weltrangliste. 2010 erfolgte der Wechsel ins Profilager. Sie ging in die USA und managte in New York City die Tanzschule Arthur Murray auf der 5th Avenue. Im Herbst 2010 wurde sie für das türkische Fernsehen engagiert, um dort in der ersten Staffel von Dancing Stars zu tanzen. Ihr dortiger Tanzpartner war der Journalist Güneri Civaouglu. Kurz nach der türkischen Fernsehshow tanzte sie in der ersten Staffel von Dancing Stars im österreichischen Fernsehen mit dem Sänger James Cottriall. Roswitha Wieland erreichte mit Frenkie Schinkels in der siebenten Staffel von Dancing Stars den zweiten Platz. Mit Gerald Pichowetz kam sie in der achten Staffel 2013 auf Platz neun. Mit Daniel Serafin kam sie in der neunten Staffel 2014 auf Platz acht. 2016 tanzte Wieland mit dem Ex-Skispringer Thomas Morgenstern und erreichte im Finale den zweiten Platz. In der elften Staffel 2017 tanzte sie mit Otto Retzer, in der ab 15. März 2019 laufenden zwölften Staffel tanzte sie mit Stefan Petzner und erreichte den vierten Platz. 2020 schied sie mit dem Schauspieler Christian Dolezal in der zweiten Show aus.
Seit 2011 tanzt Roswitha Wieland mit dem österreichischen Profitänzer Wolfgang Raab.
Roswitha Wieland arbeitet als Tanzlehrerin in Wien.

## Wichtige Karrierestationen
- 2011 Vizestaatsmeisterin in den Lateinamerikanischen Tänzen (Professionell Division) mit Tanzpartner Wolfgang Raab
- 2005–2011 Gewinnerin und Finalistin zahlreicher Weltranglistenturniere
- 2010 Top 30 des Profi – Lateinbewerbs in Blackpool
- 2009 22. Platz der Weltrangliste
- 2006–2009 Vizestaatsmeisterin
- 2008 Vizeeuropameisterin Central Europe
- 2007/2008 Welt- und Europameisterschaftsviertelfinalistin
- 2006/2007 8. Platz in Blackpool (Wimbledon des Tanzens)
- 1997–2003 Österreichische Meisterin der Schülerinnen und Erwachsenen